# Georg Holtzendorff

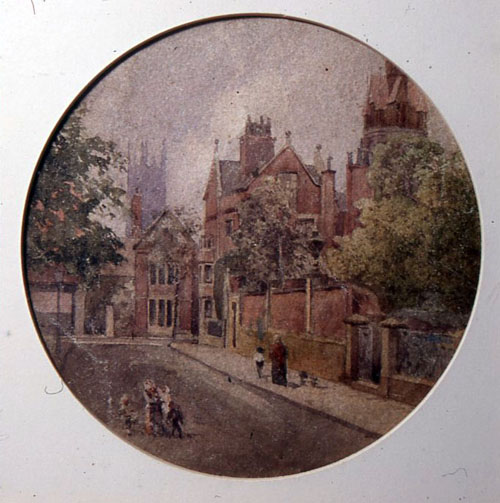
Georg Holtzendorff - Becket Street

Hrabě Georg Holtzendorff (někdy psáno také Holzendorff) byl saský malíř, zaměřující se hlavně na krajiny, figuríny a andílky, který kvůli prusko-francouzské válce opustil Sasko a uprchl do Anglie.
Pracoval pro Royal Crown Derby Porcelain Company a kreslil skici zobrazující derbyshirskou krajinu, které pak byly aplikovány na porcelán.
Jeho hlavním dílem byla dekorace dezertního servisu Gladstone (anglicky: Gladstone Dessert Service), který roku 1883 Pracující muži z Derby darovali premiéru Williamu Ewartu Gladstonovi. Holtzendorffův akvarel, zobrazující derbskou ulici Becket Street a Derby Museum and Art Gallery v pozadí, je jediným dodnes zachovaným náčrtem použitým na Gladstoneův servis. Byl vytvořen asi roku 1882.